# 布因斯克 (楚瓦什共和国)
布因斯克（羅馬化：Buinsk）是俄罗斯楚瓦什共和国的市级镇，为该共和国伊布列西区两座市级镇中较小的一座。地处楚瓦什共和国中南部，位于伏尔加河流域谢赫涅尔卡河（Сехнерка）河畔，在区行政中心伊布列西以南、共和国首府切博克萨雷南偏西方。镇内设有同名铁路车站，位于鲁扎耶夫卡－卡纳什线上。
建于19世纪末，与当地铁路建设有关；1910年得名布因斯克。2002年人口1,621人，1989年人口2,006人。